# Renegades Football Club
El Renegades FC es un equipo de fútbol de las Bahamas que juega en la Liga BFA, la liga de fútbol más importante del país.

## Historia
Fue fundado en el año 1983 en Lyford Cay como Lyford Cay Football Club, aunque sus partidos los juegan en la capital Nasáu debido a que la ciudad no cuenta con un estadio de fútbol. Es el segundo equipo de la ciudad junto a los Lyford Cay Warriors.
Se distingue por sus programas de formación de jugadores en Bahamas, los cuales están registrados en la Asociación de Fútbol de las Bahamas, el cual está registrado desde 1989, aunque fue hasta la temporada 2013/14 que consiguieron ganar su primer título de liga.
Es el primer equipo de las Bahamas en competir en un torneo internacional, lo hicieron en el Campeonato de Clubes de la CFU 2015, en el cual fueron eliminados en la fase de grupos.
En septiembre de 2017 cambió su nombre a Renegades FC.

## Palmarés
| Competición nacional      | Títulos | Subcampeonatos          |
| ------------------------- | ------- | ----------------------- |
| Liga BFA (1/4)            | 2014.   | 2010, 2011, 2013, 2019. |
| Copa de las Bahamas (0/1) |         | 2010                    |

## Participación en competiciones de la Concacaf
| Temporada | Torneo                         | Ronda          | Club            | Marcador | Resultado |
| --------- | ------------------------------ | -------------- | --------------- | -------- | --------- |
| 2015      | Campeonato de Clubes de la CFU | Fase de grupos | Don Bosco FC    | 0-10     | 2.º lugar |
| 2015      | Campeonato de Clubes de la CFU | Fase de grupos | USR Sainte-Rose | 2-2      | 2.º lugar |
| 2015      | Campeonato de Clubes de la CFU | Fase de grupos | Helenites       | 1-0      | 2.º lugar |